# François-Joseph Fétis
François-Joseph Fétis (født 25. marts 1784 i Mons, død 26. marts 1871 i Bryssel) var en belgisk musiker og musikforfatter. Han var far til Edouard Fétis.

## Biografi
Fétis var søn af en organist og lærte fra barn af at spille forskellige instrumenter. Hans hurtige udvikling og tidlige kompositionsforsøg vakte opmærksomhed, og for at fuldende sine studier anbragtes han i Paris-konservatoriet, hvor blandt andre Boieldieu blev hans lærer. Straks efter at hans med stor grundighed gennemførte konservatorietid var til ende, udkom hans første musikhistoriske arbejde om den gregorianske kirkesangs historie, og han optogs af søgen efter nye udgangspunkter for et harmonisystem. I 1813 blev Fétis organist og musiklærer i Douai, hvor han var til 1818, da han atter vendte tilbage til Paris for at lade forskellige instrumentalværker og et par operaer opføre, dog uden held. I 1821 blev Fétis lærer i komposition ved Paris-konservatoriet, 1826 grundede han det udmærkede fagblad Revue musicale, 1827 blev han konservatoriets bibliotekar, og fra 1832 foranstaltede han ypperlige (strengt) historiske koncerter og forelæsninger. I 1833 kaldtes han til sit fædreland for at overtage direktoratet ved Bryssels Konservatorium. I denne stilling virkede Fétis resten af sit liv med megen dygtighed, og konservatoriet nåede under ham et stort ry, navnlig violinklassen, hvilken Fétis helligede en særlig opmærksomhed. Ved siden af direktørstillingen beklædte den utrættelige Fétis pladsen som hofkapelmester og fortsatte derhos ivrig sin kompositions- og skribentvirksomhed.
Som komponist indtager Fétis ingen høj rang, hvor stor en vægt han end selv tillagde sine arbejder i denne retning; dygtigt og kundskabsrigt, men uden nogen originalitet har han formet sine omtrent alle genrer omfattende kompositioner efter klassiske forbilleder. Desto større betydning har Fétis som musikforfatter, og sin berømmelse i så henseende skylder han først og fremmest det store, med utrættelig flid og stor omhu samlede værk Biographie universelle des musiciens et bibliographie générale de la musique (2. oplag 1860-1865), der i forbindelse med det af Pougin forfattede Supplement danner en enestående uundværlig håndbog, hvis værdifuldhed rigelig opvejer de ved et sådant værk uundgåelige fejl og uensartetheder. Ved siden deraf fremhæves Fétis' andet hovedværk, den ufuldendte Histoire générale de la musique (1869-75), samt de teoretiske arbejder som Méthode d'harmonie et d'accompagnement (1824), Traité de la fugue et du contrepoint (1825), Fétis' betydeligste teoretiske arbejde, Traité complet de la théorie et de la pratique de l'harmonie (7. oplag 1861), en meget oversat og stærkt udbredt bog, de praktiske sang- og klaverskoler med flere samt de mindre monografier Notice biographique de Niccolo Paganini og Antoine Stradivari. Som kritiker var Fétis stærkt konservativ, som teoretiker og historiker selvstændig og meget fremragende, særlig for så vidt angår den polyfone musik; han var meget selvfølende og hævdede sine anskuelsers enerigtighed, men en alt for livlig fantasi og tidens mangel på specialstudier har dog undertiden øjensynlig ført ham på afveje.